# Wilckenskette
Die Wilckenskette (englisch Wilckens Peaks) ist ein halbkreisförmiger Gebirgskamm mit mehreren Berggipfeln, die eine Höhe von bis zu 1375 m erreichen. Sie ragen im Zentrum Südgeorgiens zwischen der Nordflanke des Keilhau-Gletschers und derjenigen des Neumayer-Gletschers auf.
Der deutsche Forschungsreisende Ludwig Kohl-Larsen kartierte sie grob zwischen 1928 und 1929. Er benannte sie nach dem deutschen Geologen und Paläontologen Otto Wilckens (1876–1943).